# Уэйд, Джеймс (баскетболист)
Джеймс Уэйд (англ. James Wade; род. 15 августа 1975, Мемфис, Теннесси) — американский и французский баскетболист и баскетбольный тренер. В должности главного тренера клуба «Чикаго Скай» чемпион Женской национальной баскетбольной ассоциации (2021), тренер года (2019) и менеджер года ЖНБА (2022).

## Биография
Родился в Мемфисе (Теннесси) в 1975 году. В студенческие годы играл в баскетбол в командах Государственного университета Среднего Теннессии, Государственный колледж Чаттануга-Стейт и Государственного университета Кеннесо, который окончил в 1998 году.
В 2001 году начал профессиональную игровую карьеру во Франции, где выступал за клуб, представляющий Камбре. В дальнейшем играл за команды из французских городов Витре, Эпиналь (GET Vosges) и Кастельно-Ле-Лез, а также за клубы России (ЦСК ВВС—Самара, в сезоне 2004/2005), Испании, Чехии, Бельгии и Великобритании. В годы пребывания во Франции познакомился с выступавшей за женскую сборную этой страны Эдвиж Лоусон; это знакомство окончилось браком. В 2007 году получил французское гражданство.
Завершил игровую карьеру в 2013 году. К этому времени завёл тесные знакомства с тренерами клуба Женской национальной баскетбольной ассоциации «Сан-Антонио Силвер Старз», где некоторое время играла Эдвиж Лоусон, и уже в 2012 году был приглашён в тренерскую команду Дэна Хьюза, а с 2013 года официально занял пост помощника главного тренера, отвечая за оборону, индивидуальное развитие игроков и планирование игр. Оставался в должности помощника главного тренера «Старз» на протяжении четырёх сезонов — до 2016 года. Одновременно в межсезонье 2013 года работал в качестве скаута в екатеринбургском УГМК, а затем, также с 2013 по 2016 год, был помощником главного тренера во французском женском клубе БЛМА (Монпелье), которому помог завоевать первый в его истории чемпионский титул чемпионок Франции.
Перед сезоном 2017 года перешёл на должность помощника главного тренера в клуб ЖНБА «Миннесота Линкс», где отвечал за скаутскую работу и развитие игроков. В первый же год с «Линкс» помог команде завоевать чемпионское звание в ЖНБА. В осенне-зимний период работал помощником главного тренера в УГМК, с которой стал чемпионом России и победителем Евролиги. Продолжал сотрудничество с УГМК до 2020 года, когда, в условиях пандемии COVID-19, решил отказаться от дальнейших визитов в Европу, чтобы проводить больше времени в США с женой и четырёхлетним сыном.
Отработав в «Миннесоте» ещё один год в должности помощника тренера под руководством Шерил Рив, в ноябре 2018 года подписал контракт с ещё одним клубом ЖНБА «Чикаго Скай», где занял посты главного тренера и генерального менеджера. Уже на следующий год команда под руководством Уэйда прервала серию сезонов без попаданий в плей-офф, окончив регулярный чемпионат с балансом побед и поражений 20-14. По итогам года Уэйд был признан тренером года женской НБА. Через два года, окончив регулярный сезон 2021 с балансом 16-16, в плей-офф привёл «Скай» к первому в истории команды званию чемпионок НБА; в полуфинале его команда, занявшая в регулярном сезоне 6-е место, победила возглавлявших турнирную таблицу соперниц из «Коннектикут Сан». В 2022 году, когда «Чикаго» одержали 26 побед при 10 поражениях, разделив первое место в регулярном сезоне с «Лас-Вегас Эйсес», Уэйд был признан менеджером года женской НБА.
Следующий сезон в «Чикаго» стал последним для Уэйда: вскоре после его начала, в июле 2023 года, он перешёл из женской в мужскую НБА, где занял должность помощника главного тренера под началом только что возглавившего клуб «Торонто Рэпторс» Дарко Раяковича. За время работы с «Чикаго Скай» в качестве главного тренера Уэйд одержал с командой 81 победу при 59 поражениях.